# Jamel Debbouze
Jamel Debbouze (* 18. června 1975, Paříž) je francouzsko-marocký herec, producent, režisér a scenárista. Byl dvakrát nominován na Césara pro nejlepšího herce ve vedlejší roli, poprvé v roce 2001 a podruhé roku 2002, avšak ani jednu nominaci neproměnil. Nejvíce se proslavil rolí architekta Numerobise ve filmech Asterix a Obelix: Mise Kleopatra (2002) a Asterix a Olympijské hry (2008). Roku 2013 moderoval předávání Césarů. Od roku 2008 je ženatý s francouzskou novinářkou Mélissou Theuriauovou, se kterou má dvě děti: syna Léona Aliho a dceru Lilu Fatimu Brigitte.

## Život

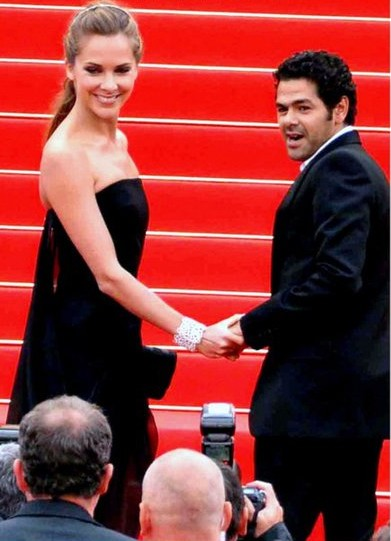
Jamel Debbouze se svojí manželkou Mélissou na filmovém festivalu v Cannes 2010

Jamel Debbouze se narodil 18. června 1975 v 10. pařížském obvodu do marocké rodiny. Následující rok se jeho rodiče rozhodli do Maroka vrátit a opustili tak Francii. Již roku 1979 se ale vrátili zpět a usadili se v obci Trappes nedaleko Paříže, kde Debbouze strávil zbytek svého dětství. Je nejstarší ze šesti dětí a má sourozence Mohameda, Hayatu, Karima, Rachida a Nawelu.
Debbouze měl bouřlivé mládí a drobné přestupky u něj byly na denním pořádku. 17. ledna 1990 ho na vlakovém nádraží v Trappes srazil vlak v rychlost 150 km/h. Během incidentu zemřel podobně starý Jean-Paul Admette a Debouzze ztratil cit v pravé ruce. Rodina Jeana-Paula žalovala tehdy čtrnáctiletého Jamela z vraždy jejich syna, případ byl ale odložen z důvodu nedostatku důkazů. V prosinci 2004 chtěl Debbouze vystoupit na Réunion, odkud byl Jean-Paul, vystoupení ale nakonec zrušil kvůli nemoci. Důvodem mohla být ale i rodina Admettových, kteří proti jeho vystoupení uspořádali demonstraci.
Nehoda ho v té době hodně postihla a začal tak účinkovat v improvizačním divadle. Jeho talentu si všiml tehdejší ředitel divadla Alain Degois. Ten Debbouze podporoval a i díky němu se dostal až na francouzské juniorské improvizační mistrovství Ligue d'improvisation française. V roce 1995, když mu bylo dvacet let, seznámil se s Jean-Francoisem Bizotem, ředitelem rádia Nova (Radio Nova), a Jacquesem Massadianem, díky nimž začal v rádiu Nova uvádět vlastní show.
V lednu 2007 se Debbouze seznámil s francouzskou novinářkou a hlasatelkou Mélissou Theuriauovou. 29. března 2008 pár oznámil zasnoubení a oddáni byli 7. května v Cernay-la-Ville (region Île-de-France). 3. prosince 2008 Mélissa porodila syna, kterého pojmenovali Léon Ali Debbouze. 28. září 2011 se páru narodila i dcera jménem Lila Fatima Brigitte Debbouze.
V dubnu 2008 založil Jamel ve starém pařížském kině Le Comedy Club klub pro začínající herce a komedianty, kteří zde mohli předvést svůj talent.
Debbouze je známý tím, že podporuje práva homosexuálů. Také se zastává současného marockého krále Muhammada VI. a během francouzských prezidentských voleb 2012 podporoval kandidátku Martine Aubry.

## Kariéra
Svoji první filmovou roli získal jako sedmnáctiletý roku 1992 a to v krátkometrážním snímku Les Pierres bleues du désert. Po této zkušenosti se rozhodl herectví více věnovat. Důležitou rolí, která jeho kariéru prakticky rozjela, byla postava operátora Jamela Dridiho ve francouzském sitcomu H, který běžel na Canal+. Když v roce 2002 sitcom skončil, byl již Debbouze v rámci Francie známým hercem. V březnu 1999 zahájil svoji divadelní show Jamel en Scène, ve které mluvil o svém dětství a showbyznysu. Toho roku také získal svoji první větší filmovou roli, a to v komedii Le Ciel les oiseaux et ta ... mère!, která si ve Francii získala dobré ohlasy.
Jeho divadelní představení 100% Debbouze, které vytvořil v roce 2002, se hrálo v hlavních francouzských divadlech, například v Zénith de Paris, Bataclanu nebo v Olympii. Roku 2001 hrál postavu Luciena v Amélie z Montmartru, za kterou byl o rok později nominován na Césara pro nejlepšího herce ve vedlejší roli. Cenu ale nakonec získal za film Důstojnický pokoj André Dussollier. Již roku 2002 ale získal roli Numerobise v Asterix a Obelix: Mise Kleopatra (režie Alain Chabat), která jej proslavila i v Česku, a za kterou byl opět nominován na Césara v té samé kategorii. Ani tentokrát ale nominaci neproměnil: cenu získal Bernard Le Coq za film Se souvenir des belles choses. Roku 2005 měl hlavní roli ve fantasticko-romantickém drama Angela-A, režírovaném Lucem Bessonem. Rok na to získal roli ve filmu Den vítězství, který vypráví o čtyřech severoafrických vojácích, kteří se podíleli na osvobození Francie během druhé světové války. Společně s herci Nacerim, Bouajilamem a Zemem tak získal na filmovém festivalu v Cannes ocenění pro nejlepší mužský herecký výkon.
Od roku 2011 každoročně pořádá v Marrákeši festival smíchu, kde vystupovali například Gérard Darmon, Les Twins, Maître Gims, Stromae, Zinédine Zidane, Ary Abittan, Pascal Obispo, Omar Sy nebo Gad Elmaleh. V roce 2013 moderoval 38. předávání cen César.

## Výběr z filmografie

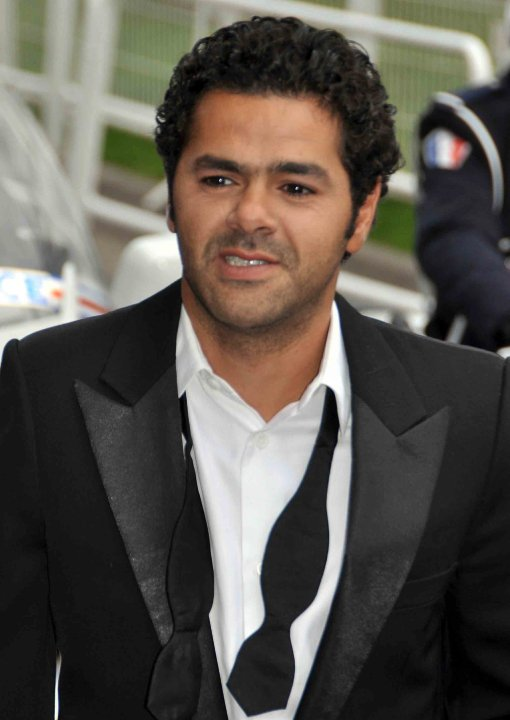
Jamel Debbouze v roce 2010

| Rok  | Název                            | Role            | Poznámky                                                          |
| ---- | -------------------------------- | --------------- | ----------------------------------------------------------------- |
| 2001 | Amélie z Montmartru              | Lucien          | Nominován na Césara v kategorii Nejlepšího herce ve vedlejší roli |
| 2002 | Blbec na krku                    | Malijská stráž  | Nekreditován                                                      |
| 2002 | Asterix a Obelix: Mise Kleopatra | Numerobis       | Nominován na Césara v kategorii Nejlepšího herce ve vedlejší roli |
| 2004 | Nesnáší mne                      | Doak            |                                                                   |
| 2005 | Angel-A                          | André Moussah   |                                                                   |
| 2006 | Den vítězství                    | Saïd Otmari     |                                                                   |
| 2008 | Asterix a Olympijské hry         | Numerobis       |                                                                   |
| 2010 | Mimo zákon                       | Saïd            |                                                                   |
| 2011 | Kuře na švestkách                | Houshang        |                                                                   |
| 2011 | Cesta do Hollywoodu              | Farres          |                                                                   |
| 2011 | 360                              | Alžířan         |                                                                   |
| 2012 | Po stopách Marsupilamiho         | Pablito Camaron |                                                                   |
| 2013 | Má vlast                         | Bratr           |                                                                   |
| 2015 | Proč jsem nesnědl svého taťku    | Edward          | Hlasová role                                                      |